# والار مورگولیس
«والار مورگولیس» (انگلیسی: Valar Morghulis) دهمین و آخرین قسمت از فصل دوم مجموعه بازی تاج‌وتخت   به معنای اینکه همه باید بمیرند  است که در تاریخ ۳ ژوئن سال ۲۰۱۲ از شبکهٔ اچ‌بی‌او پخش شد. این ششمین قسمت از این فصل است که توسط دیوید بنیاف و دی. بی. وایس نوشته و چهارمین قسمتی است که توسط آلن تیلور کارگردانی می‌شود.
عنوان این اپیزود از اسم رمزی که جاکن آهار به آریا استارک می‌گوید، برداشته شده است. اما معنی آن تا پیش از قسمت «قدمگاه مجازات» در فصل سوم، توضیح داده نمی‌شود: «همه باید بمیرند». این با محتوای کتاب‌هایی که مجموعه بر اساس آن‌ها ساخته شده نیز همخوانی دارد.